# Двое из одного квартала
«Двое из одного квартала» (азерб. Bir məhəllədən iki nəfər) — советская драма 1957 года производства Бакинской киностудии и Московской киностудии имени М. Горького.

## Синопсис
Фильм снят по одноимённому произведению Назыма Хикмета. Фильм посвящён жизни простых людей, борющихся за жизнь и независимость, а также за справедливость в обществе.

## Создатели фильма

### В ролях
| Актёр                                      | Роль              |
| ------------------------------------------ | ----------------- |
| Вадим Медведев                             | Ахмед             |
| Семён Соколовский                          | Нуру              |
| Фатех Фатуллаев                            | мастер Али        |
| Исмаил Османлы                             | мастер Махмуд     |
| Тамара Кокова                              | Амина             |
| Сергей Бондарчук                           | Азис              |
| Марзия Давудова                            | Фатьма            |
| Амина Нагиева (в титрах — Амина Султанова) | Хадиса            |
| Алиага Агаев                               | Фейзи             |
| К. Соколовская                             | Гюльшум           |
| Малик Дадашов                              | Назиф             |
| Мовсун Санани                              | Хасан             |
| Адиль Искендеров                           | председатель суда |
| Михаил Орлов                               | эпизод            |

### Административная группа
- оригинальный текст: Назым Хикмет
- композитор: Кара Караев
- художники-постановщики: Кямиль Наджафзаде, Эльбей Рзакулиев, Мамед-Ага Усейнов
- оператор-постановщик: Маргарита Пилихина
- режиссёры-постановщики: Илья Гурин, Аждар Ибрагимов

## Награды и премии

### I Всесоюзный кинофестиваль
| Номинация         | Персона     | Результат |
| ----------------- | ----------- | --------- |
| Лучший композитор | Кара Караев | Победа    |